# Tavola delle Nazioni

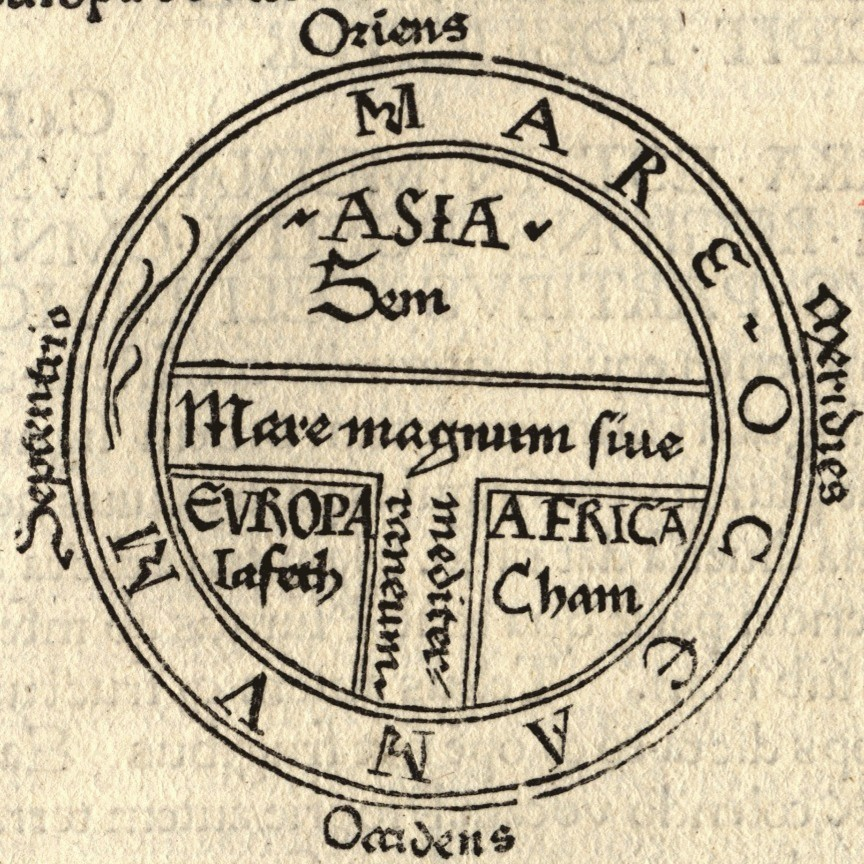
Uno dei primi esempi di mappa orbis terrae stampata (da Guntherus Ziner, Augusta, 1472). È l'illustrazione della prima pagina del capitolo 14 delle Etimologie di Isidoro di Siviglia e rappresenta i continenti come domini dei figli di Noè: Sem-Asia, Cam-Africa, Jafet-Europa.

La tavola delle Nazioni, anche chiamata tavola delle genti o generazioni di Noè, è una lunga lista di figli e discendenti di Noè che appare nella Bibbia ebraica (in Genesi 10). La sua importanza deriva dal fatto che secondo il racconto biblico la popolazione della Terra fu completamente distrutta durante il Diluvio Universale: Noè e la sua famiglia furono i soli otto sopravvissuti con il compito di ripopolare la specie umana. Nell'elenco compaiono 70 nomi (o 72 nella Septuaginta). Il numero 70 è un numero biblico simbolo di totalità, perciò l'elenco vuole ricordare che proprio tutti gli esseri umani della Terra discendono da Noè e sono quindi parenti fra loro. L'elenco, quindi, può essere visto anche come l'elenco dei capostipiti di tutti i popoli conosciuti dagli antichi ebrei.

## Universalità del Diluvio nelle tradizioni abramitiche

### Nell'esegesi biblica antica

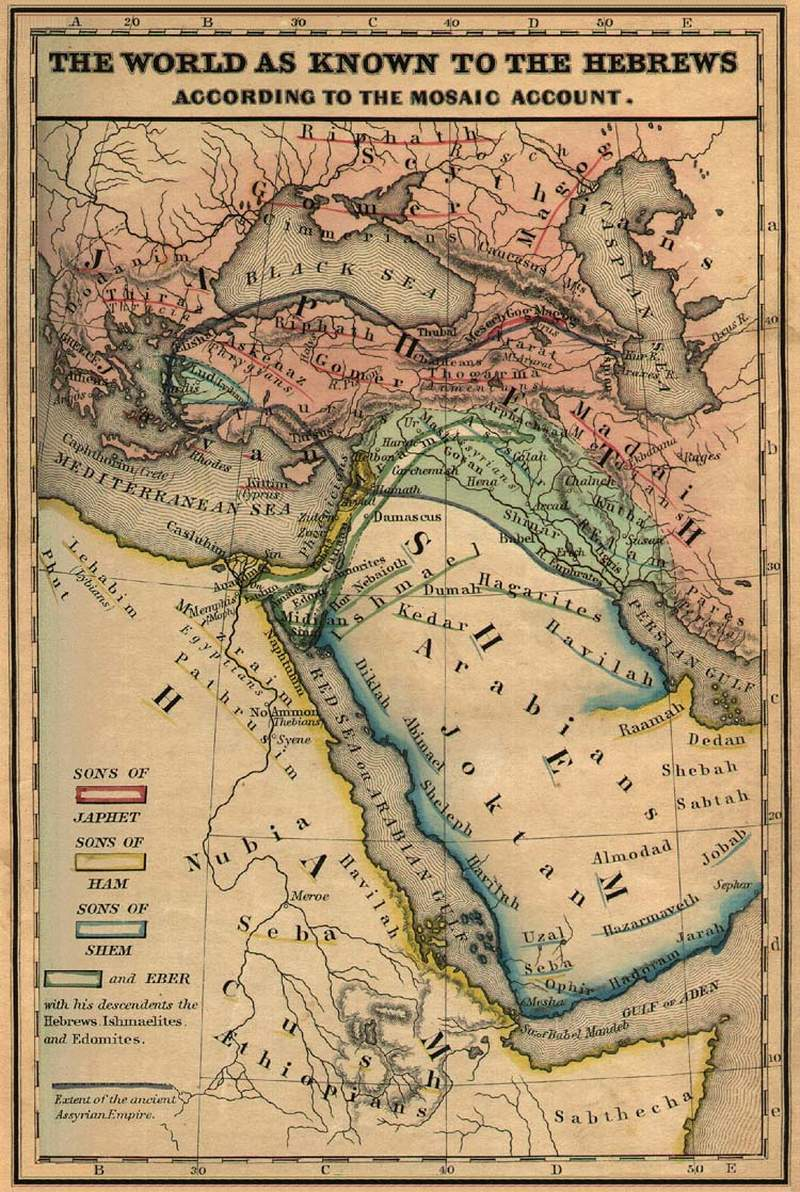
Il Mondo secondo la storia mosaica (mappa del 1854).

Un'esegesi letterale di Genesi 10 indica che l'attuale popolazione del mondo sia discesa dai tre figli di Noè: Sem, Cam e Jafet, e le loro mogli.
Esistono controversie circa il numero dei popoli della Terra che sono inclusi dalla Tavola delle Nazioni e naturalmente anche la sua accuratezza è messa in discussione. Alcuni ebrei e cristiani mantengono la convinzione che la Tavola si applichi a tutta la popolazione della Terra, mentre altri la interpretano solo come una lista dei popoli noti agli antichi ebrei.

### Nell'Islam
I figli di Noè non sono menzionati nel Corano, tranne per il fatto che uno dei figli non fu tra le persone che seguirono il padre e quindi tra i credenti, venendo di conseguenza travolto dal Diluvio. Il Corano cita i figli di Noè al v. 37.75-77 : "Invero Ci invocò Noè e fummo i migliori a rispondergli: salvammo lui e la sua famiglia dall'angoscia più grande (cioè, dall'annegamento), e facemmo della sua progenie, i superstiti (cioè Sem, Cam e Jafet)".

## Tavola delle Nazioni
Secondo la Genesi 10, Noè ebbe tre figli:

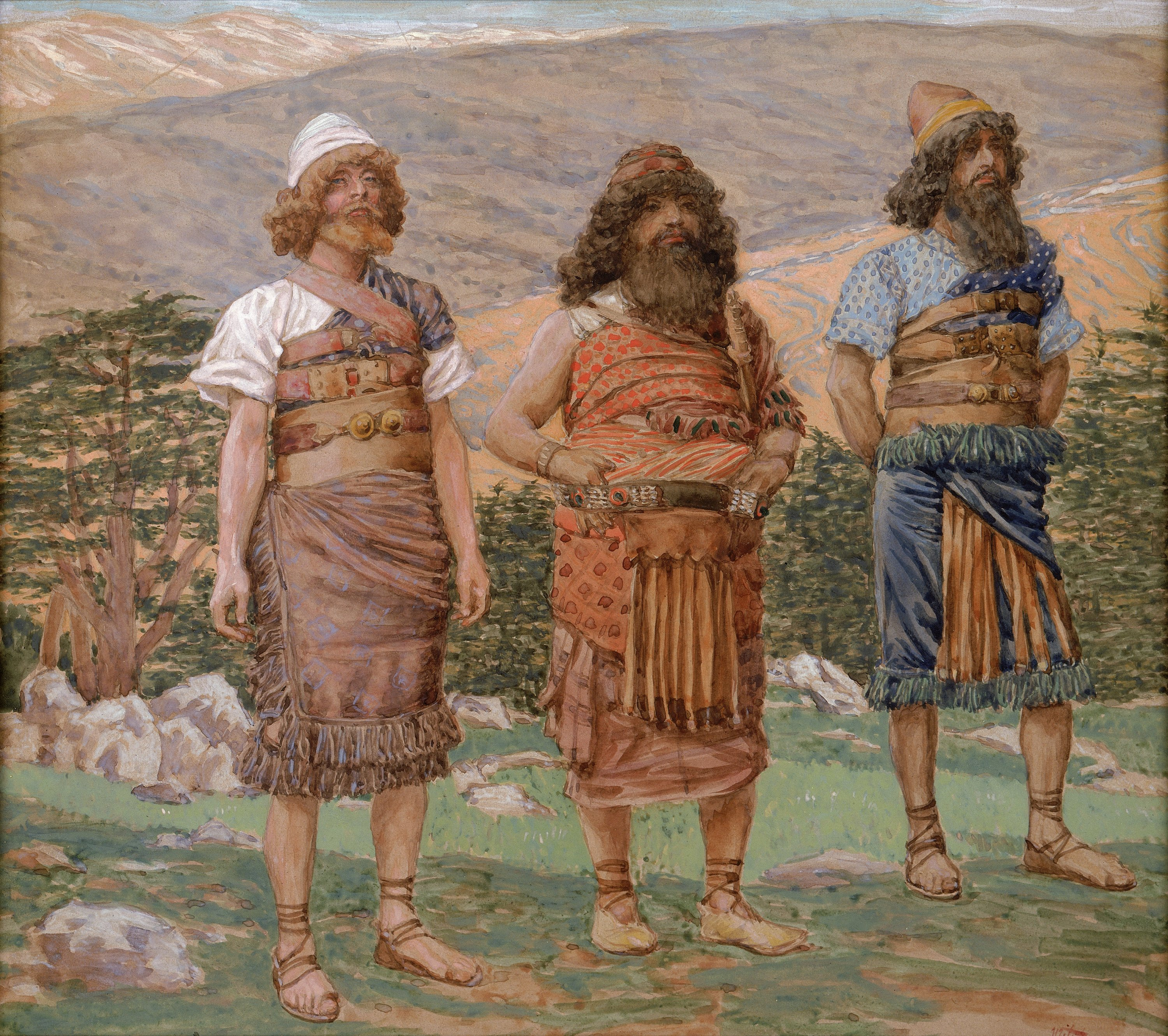
Sem, Cam e Jafet, in un'illustrazione di James Tissot (1904).

- Cam, capostipite dei "popoli del sud"
  - Camiti
- Sem, capostipite dei "popoli di mezzo"
  - Semiti
- Jafet, capostipite dei "popoli del nord"
  - Iafetiti[10]

I nomi dei figli si pensa abbiano importanza per le radici linguistiche semitiche. Cam significa "caldo". Sem significa semplicemente "nome" o "rinomanza", "prosperità". Jafet significa "aperto".
La Genesi procede poi al dettaglio dei loro discendenti. L'identificazione di molti della prima generazione è favorita dalla inclusione della seconda, sebbene diverse identificazioni siano meno certe (la copia della Tavola nel libro biblico di 1 Cronache 1 ha variazioni occasionali nella seconda generazione, molto probabilmente causate dalla somiglianza delle lettere ebraiche come Reš e Dalet). Le forme che terminano in -im sono plurali e indicano probabilmente i nomi di popoli, dei quali era sconosciuto il capostipite.

### Discendenti di Jafet
- Gomer, figlio di Jafet. Usualmente identificato con i Gimirru migratori (i Cimmeri) delle iscrizioni assire, attestate dal 720 a.C./a.c.e.
  - Ashkenaz, figlio di Gomer. È stato ipotizzato che questo nome nasca da un errore di trascrizione in ebraico riguardo al nome "Ashkuz", dalla lettura sbagliata della lettera Nun invece della Waw. Ashkuz e Ishkuz erano nomi usati per indicare gli Sciti, che appaiono per la prima volta nei registri assiri verso la fine dell'VIII secolo nella regione del Caucaso e che a volte occuparono vaste aree dell'Europa e dell'Asia. Inoltre in ebraico medievale la Germania è nota come Ashkenaz e dà origine al termine ebrei ashkhenaziti.
  - Rifat (ebraico ריפת, "frantumatore/stritolatore" – Difat in Cronache), secondo figlio di Gomer (Genesi 10.3[15] 1 Cronache 1.6[16]). Sebbene incerto, si identifica con i Paflagoni della Tarda Antichità. Plinio chiama Rifat "Riphaci" e menziona un gruppo di montagne che presero da lui il nome, la Catena Rifea. Alcune tradizioni irlandesi asseriscono che Rifat sia il progenitore dei Celti.
  - Togarma, figlio di Gomer. Alcune tradizioni armene e georgiane affermano di discendere da Togarma; altri autori hanno cercato di connetterle ai popoli turchi.
- Magog, figlio di Jafet. Questo nome appare nei testi assiri come mat gugu, la Terra di Gugu, e significa Lidia. Gugu è citato nei testi greci come Gige di Lidia, un re storico della Lidia e fondatore della Dinastia dei Mermnadi (regnò 716-678 a.C./a.c.e.): viene dato come antenato sia dalle tradizioni medievali irlandesi sia da quelle ungheresi. Flavio Giuseppe, seguito da Girolamo e da Nennio, lo fa progenitore degli sciti che dimoravano a nord del Mar Nero. Secondo Giovanni Magno, Magog emigrò in Svezia (via Finlandia) 88 anni dopo il Diluvio, e uno dei suoi figli fu primo re di Svezia. I suoi resoconti sono stati accettati dagli svedesi e l'enumerazione dei monarchi svedesi è stata modificata di conseguenza. Magog a volte viene anche citato come l'antenato del Goti, Finlandesi, Unni e Slavi.
- Madai, figlio di Jafet. I Medi dell'Iran nordoccidentale appaiono per la prima volta nelle iscrizioni assire come Amadai verso l'844 a.C./a.e.v.
- Javan, figlio di Jafet. Questo nome si dice sia collegato agli Ioni, una delle tribù greche originali.
  - Elisa (o Elisha[17]), figlio di Javan. È grande la somiglianza con il termine Elleno, ma sono state proposte delle identificazioni anche con vari popoli Egei, come gli Elei del Peloponneso nordoccidentale, o Ellis di Ftia.
  - Tarsis, figlio di Javan. Variamente connesso con Tarso in Anatolia, o Tartesso nella Spagna meridionale.
  - Chittim, discendente di Javan. Usualmente connesso con Kition a Cipro, ma il nome appare in altri testi con svariate interpretazioni.
  - Rodanim (ebraico: דודנים o Dodanim, ebr.: רודנים; greco: Ρόδιοι – Rodanim nelle Cronache), discendente di Javan. Solitamente connesso con la grande isola egea di Rodi vicino alla costa dell'Asia Minore.
- Tubal, figlio di Jafet. È collegato a Tabal, un regno neo-ittita di lingua luvia situato in Anatolia centro-meridionale e, tramite l'antica tribù dei Tibareni, sia agli Iberici del Caucaso sia a quelli della Penisola iberica (Spagna e Portogallo moderni). A volte viene anche considerato il progenitore degli Illiri e degli Italici. Nel Libro dei Giubilei gli furono assegnate le tre lingue d'Europa.
- Meshech, figlio di Jafet. Spesso associato ai Frigi, ma considerato l'eponimo della tribù dei Moschi dell'Anatolia. I Moschi sono a volte considerati uno degli antenati dei Georgiani, ma furono anche connessi con i Popoli del Mare che navigavano sul mare Mediterraneo.
- Tiras, figlio di Jafet. Questo nome viene usualmente collegato con quello dei Traci, un'antica nazione che apparve per la prima volta in documenti scritti intorno al 700 a.C./a.e.v. È anche stato associato con alcuni dei Popoli del Mare, come i Tursha e i Tyrsenoi, con il fiume Tiras (Dnestr), e talvolta con la regione anatolica della Troas, risalente al tardo XIII secolo a.C./a.e.v. Nel Trattato Yoma, del Talmud, si afferma che Tiras è la Persia.

Il monte Ararat in 3D.

Jafet è tradizionalmente visto come l'antenato degli europei, e anche di alcuni paesi più orientali: così Iapetiti è stato usato come sinonimo di Caucasici. Lo stesso Caucasico deriva in parte dal presupposto che la tribù di Jafet abbia sviluppato le proprie caratteristiche razziali distintive nel Caucaso, dove si trova il Monte Ararat. Il termine Iapetita è stato applicato anche dai primi linguisti (i fratelli Grimm, William Jones, Rasmus Christian Rask e altri) per quella che più tardi divenne nota come il gruppo linguistico indoeuropeo, partendo dal presupposto che, se discendevano da Jafet, le principali lingue d'Europa dovevano avere un'origine comune, che – eccetto l'uralico, cartvelico, pontico, daghestano e basco – sembra sia proprio il caso. In un certo senso conflittuale, il termine è stato utilizzato anche dal linguista sovietico Nikolai Marr nella sua "teoria iapetita", intesa a dimostrare che le lingue del Caucaso facevano parte di un gruppo linguistico pre-indoeuropeo una volta molto diffuso.
La Versione dei Settanta (Septuaginta in latino, indicata anche, secondo la numerazione latina, con LXX o, secondo la numerazione greca, con la lettera omicron seguita da un apice O‘) in greco della Genesi cita un ulteriore figlio di Jafet, "Elisa", tra Javan e Tubal, tuttavia, siccome questo nome non si trova in nessun'altra fonte antica, né in I Cronache, è quasi universalmente accettato che sia un duplicato di Elisha, figlio di Javan. Tuttavia, la presenza di Elisa (così come quella di Cainan figlio di Arpachshad, v.s.) nella Bibbia greca attesta l'enumerazione tradizionale tra le prime fonti cristiane di 72 famiglie e lingue, dai 72 nomi in questo capitolo, a differenza del 70 nomi, famiglie e lingue solitamente trovati nelle fonti ebraiche.

### Discendenti di Cam

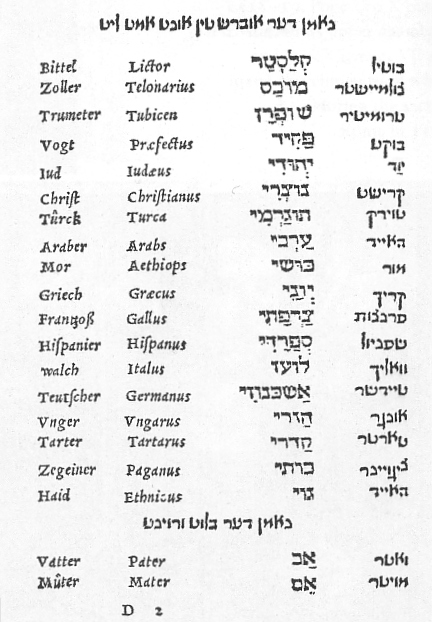
Pagina del dizionario quadrilingue del XVI secolo redatto dal grammatico ebreo Elia Levita che riporta in yiddish-ebraico-latino-tedesco una tabella delle nazioni che include la parola "כושי" Cushita o Cushi, tradotto in latino con "Aethiops" e in tedesco con "Mor".

- Cush, figlio di Cam. L'Impero di Kush al sud dell'Egitto è noto per lo meno dal 1970 a.C./a.e.v., ma questo nome viene anche associato da alcuni con i Cassiti che popolavano l'area di Zagros in Mesopotamia, la città sumera di Kish.
  - Seba, figlio di Cush. Connesso sia con lo Yemen sia con l'Etiopia, e spesso confuso con Sheba più sotto (la suddivisione di tipo shibboleth tra i Sabei in Sheba e Seba viene riconosciuta altrove, per es. in Salmi 72[21], portando gli studiosi a sospettare che questa non sia una duplicazione errata dello stesso nome, ma una divisione storica genuina. Il significato di tale divisione non è ancora completamente compresa, sebbene possa semplicemente indicare la sponda di mare dove ciascuno risiedeva).
  - Havilah, figlio di Cush. Solitamente considerato parte della Penisola araba vicino al Mar Rosso.
  - Sabtah, figlio di Cush. A volte collegato con Hadramawt (con l'antica capitale di Saubatha) nello Yemen orientale.
  - Raamah, figlio di Cush. Collegato a Rhammanitae citata da Strabone, nel sudovest della Penisola araba, e alla città araba di Regmah in cima al Golfo Persico.
    - Sheba, figlio di Raamah. Collegato coi Sabei e coi popoli su entrambe le sponde più strette del Mar Rosso, sia in Yemen/Sud Arabia sia Eritrea/Etiopia/Somalia.
    - Dedan, figlio di Raamah. Apparentemente rappresenta una regione della provincia di Tabuk, in Arabia Saudita.

  - Sabtechah, figlio di Cush. Forse Sabaiticum Ostium, Sabei che vivevano vicino a un porto specifico dell'Eritrea.
  - Nimrod, figlio di Cush, identificato anche come potente cacciatore davanti a Dio e fondatore dell'antica Babele, Akkad, Sumer e probabilmente alcune città dell'Assiria. Il testo ebraico di Genesi 10.11[22] ha creato degli interrogativi se Assur qui sia il figlio di Sem oppure una città costruita da Nimrod; entrambe le interpretazioni sono presenti in varie versioni moderne.
- Mizraim, figlio di Cam. Mizraim è uno dei nomi dell'Alto e Basso Egitto e si traduce letteralmente con Ta-Wy in egiziano antico ("Le Due Terre"). Lo -aim di Mizraim rappresenta un numero doppio. Gli egiziani moderni che parlano arabo si riferiscono al loro Paese col nome Miṣr.
  - Ludim, discendente di Mizraim. A volte considerato un errore di scrittura invece di Lubim, riferimento ai popoli Lebou della Libia orientale.
  - Anamim, discendente di Mizraim. Esiste un riferimento in un'iscrizione assira del periodo di Sargon II che cita gli Anami, una tribù di Cirene (Libia).
  - Lehabim, discendente di Mizraim. Di incerta identificazione, forse la Libia.
  - Naftuhim, discendente di Mizraim. Collegato a Na-Ptah, la forma egiziana di Menfi.
  - Pathrusim, discendente di Mizraim. Forse connesso con la parola egiziana Pa-To-Ris che significa sudisti.
  - Casluhim ("da dove uscirono i Filistei" - Genesi 10.14[23], 1 Cronache 1.12[24])
  - Caphtorim, discendente di Mizraim, associato con Caphtor (ebraico כפתור), località menzionata nel Libro di Amos, 9.7[25]: "Non ho sollevato Israele nelle terre di Egitto? e i filistei da Caphtor, e i Siriani da Kir?" - nell'Egitto nordorientale vicino a Filistia (Genesi 10.14[26] 9 1.12[27])
- Phut (o Put - ebr. פוט, pûṭ; greco Φουδ Phoud), figlio di Cam. Le fonti antiche unanimemente identificano Phut con gli antichi libici (Lebu e Pitu), i primi vicini dell'Egitto a ovest. (Sebbene teorie più recenti abbiano cercato di collegare Phut con la Fenicia, o il non meglio identificato Paese di Punt).

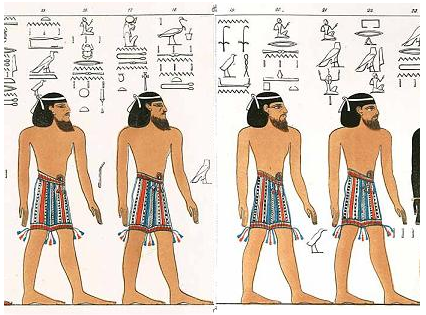
I Canaaniti raffigurati nel testo funerario dell'Antico Egitto, il Libro delle Porte, del XIII secolo a.C./a.e.v.

- Canaan (ebraico: כְּנַעַן, [kənaʕan], ivrit: Knaan; greco della koinè: Χαναάν, da cui latino: Canaan; aramaico: ܟܢܥܢ da cui arabo کنعان [kanaʕa:n]; e da cui italiano: Cananea), figlio di Cam. Noto per essere il nome della nazione e popolo che si stanziò sulla sponda orientale del Mediterraneo, nella regione attualmente identificata con Israele, Libano e Siria.
  - Sidone, primogenito di Canaan e nome di una delle più antiche città-stato della costa fenicia. (I fenici sono una popolazione semitica, vedasi enciclopedia Treccani)
  - Heth (ebr. חת ḤT in alfabeto ebraico consonantico), figlio di Canaan, considerato il progenitore degli "Ittiti biblici", popolo di Canaan, forse connesso con gli Hatti, un potente gruppo dell'Anatolia.
  - "Il Gebuseo", discendente di Canaan, tribù che visse vicino a Gerusalemme, precedentemente nota come Gebus secondo i Libri delle Cronache (1 Cronache 11:4[28]: "Gerusalemme, cioè Gebus, ove c'erano i Gebusei, abitanti del paese.")
  - "L'Amorreo", discendente di Canaan, popolo che visse tra i fiumi Giordano ed Eufrate, almeno dal 2000 a.C./a.e.v., noto agli Accadi e agli Egiziani come Amurru.
  - "Il Girgasite", discendente di Canaan
  - "L'Hivite", discendente di Canaan
  - "L'Arkite", discendente di Canaan, probabilmente la città-stato di Arqa (fenicio: Irqata; ebraico: ערקת, Arkat nella Bibbia) villaggio del Distretto di Akkar nel Governatorato del Nord Libano.
  - "Il Sinita", discendente di Canaan, probabilmente connesso col Deserto di Sin (ebraico: מִדְבַּר סִין, Midbar Sin), o col fiume Sinn in Siria.
  - "L'Arvadita", discendente di Canaan, si riferisce alla città-stato fenicia di Arwad, isola abitata della Siria.
  - "Lo Zemarita", discendente di Canaan, si riferisce alla città-stato fenicia di Zemar, in Siria.
  - "L'Hamatita", discendente di Canaan, si riferisce alla città siriana di Hamath.

Gli africani quindi venivano anticamente intesi come figli di Cam, in particolare il suo discendente Cush, siccome i Cushiti sono citati in tutte le Sacre Scritture come gli abitanti dell'Africa orientale, e loro insieme con gli Yoruba tracciano ancora loro discendenza fino a Cam. A partire dal IX secolo con il grammatico ebreo Giuda ibn Quraysh, è stata presupposta una relazione tra le lingue semitiche e cushitiche; la linguistica moderna raggruppano queste due famiglie – insieme con i gruppi linguistici egizi, berberi, ciadici e omotici – nella più grande famiglia linguistica afroasiatica. Inoltre, le lingue nella parte meridionale dell'Africa sono ora considerate appartenenti a varie famiglie distinte indipendenti del gruppo afro-asiatico. Alcune teorie camitiche ora obsolete sono viste come razziste, in particolare una teoria proposta nel XIX secolo dall'esploratore britannico John Hanning Speke, che i Tutsi erano presumibilmente camiti e quindi intrinsecamente superiori. Nel XVII secolo, il gesuita Athanasius Kircher sostenne che anche i cinesi fossero discesi da Cam per tramite degli Egizi.

### Discendenti di Sem

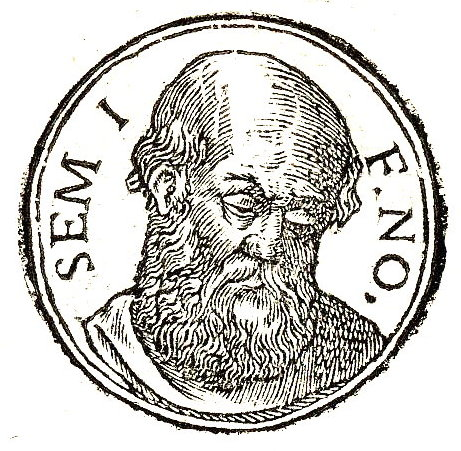
Sem, figlio di Noè. Illustrazione da Promptuarii Iconum Insigniorum, publ. da Guillaume Rouillé (1518-1589).

Sem (anche Shem, ebraico: שֵם, Šēm; greco: Σημ, Sēm; arabo: سام, Sām; ge'ez: ሴም, Sēm - "rinomanza, prosperità, nome") viene tradizionalmente considerato il capostipite delle genti semitiche. Gli ebrei e gli arabi si reputano figli di Sem per tramite di Arpacsad (e quindi semiti).
Secondo alcuni studiosi europei del XVII secolo (per es. John Webb), i popoli della Cina e dell'India discendevano anch'essi da Sem.
- Elam (ebr. עֵילָם - nella Bibbia ebraica: Genesi 10.22[31], Esdra 4.9[32]), figlio di Sem. Gli Elamiti chiamavano la loro terra Haltamti e avevano un impero (capitale Susa) in quello che ora è il Khūzestān, moderno Iran. La Lingua elamitica però non è una lingua semitica.
- Ashur (ebraico: אַשּוּר; spesso traslitt. Asshur o Assur a esprimere il punto della lettera ebraica ש Šin nel testo masoretico, che raddoppia la "ש"), figlio di Sem, associato con l'Assiria.
- Arpacsad (trascritto anche Arpachshad), figlio di Sem. È citato insieme con i suoi discendenti nella tradizione del Secondo Tempio[33] quale fondatore della città di Ur Kaśdim (= "Ur dei Caldei"), usualmente identificata (secondo l'archeologo Leonard Woolley) con la città sumera di Ur sulla sponda meridionale dell'Eufrate.[34]
- Lud (ebr. לוּד), figlio di Sem. Le autorità più antiche attribuiscono questo nome ai Lidi dell'Anatolia orientale.
- Aram (ebr. אֲרָם o ʾĂrām che significa "esaltato")[35], figlio di Sem. Ci sono riferimenti a una campagna contro un luogo chiamato "Arame" verso il 2300 a.C./a.e.v. nelle iscrizioni di Naram-Sin[36]
  - Uz, figlio di Aram.
  - Hul, figlio di Aram.
  - Gether, figlio di Aram.
  - Mash, figlio di Aram (1 Cronache lo cita come Meshech).

#### La famiglia di Arpacsad (genealogia di Abramo) e il lignaggio di Ioctan
La genealogia a questo punto elenca varie generazioni dei discendenti di Arpachshad, a causa della loro connessione con la nazione ebraica e il resto della Genesi:
- Cainam viene citato quale figlio di Arpacsad e padre di Sela da alcune fonti antiche. Il nome è omesso nel testo masoretico ebraico del Tanakh, ma la Septuaginta greca e la genealogia di Gesù in Luca ("Cainam, figlio di Arfàcsad"[37]) includono tale nome. Ne parla pure il Libro dei Giubilei.
- Sela (anche trascritto come Shelah o Salah – ebr. שלח, Shelach, Šelḥ ) figlio di Arpacsad (o Cainan).
  - Eber figlio di Sela.
    - Peleg (ebr. פֶּלֶג/| פָּלֶג Péleg, Páleg, Péleḡ, Pāleḡ; "divisione"), figlio di Eber. Nella Tavola si afferma che la Terra venne divisa nei giorni di Peleg. Una divisione tripartita tra Cam, Sem e Jafet che precede l'incidente della Torre di Babele, è elaborata da varie fonti antiche.[38]
      - Reu, Serug, Nacor, Terach, Abramo (Israeliti, Edomiti, Moabiti, Ammoniti, Ismaeliti)

    - Ioctan (ebr. יָקְטָן, trasl. Yoqṭān; in arabo قحطان‎?, trasl. Qaḥṭān), figlio di Eber.

##### Figli di Ioctan
- Almodad, figlio di Ioctan. Secondo lo Easton Bible Dictionary (1897), "Almodad" significa "immeasurable (immisurabile)", tuttavia viene anche tradotto con "non misurato", "misuratore", "misura di Dio", "il beneamato" o "Dio è amato", "Dio è amore", e "Dio è amico".
- Sheleph, figlio di Ioctan. Sheleph significa "estrarre" o "colui che estrae".
- Ascarmavet, figlio di Ioctan. Ascarmavet (trascritto anche Hazarmaveth o Hazarmaueth) significa "dimora di morte"
- Jerah, figlio di Ioctan.
- Hadoram, figlio di Ioctan.
- Uzal, figlio di Ioctan.
- Diklah figlio di Ioctan.
- Obal, figlio di Ioctan.
- Abimael, figlio di Ioctan.
- Sheba, figlio di Ioctan.
- Ofir (o Ophir – ebr. אוֹפִיר), figlio di Ioctan.
- Havilah, figlio di Ioctan.
- Jobab, figlio di Ioctan.

## In storiografia

### In Flavio Giuseppe

Identificazioni geografiche di Flavio Giuseppe, circa 100 d.C./e.v.

Lo storico ebreo-romano del I secolo Flavio Giuseppe, nel suo Antichità giudaiche Libro 1, Capitolo 6, fu tra i primi a tentare di assegnare etnie note ad alcuni dei nomi elencati su Genesi 10. Le sue attribuzioni divennero la base per gli autori successivi e furono come segue:
- Gomer (Gomar): "Quelli che oggi dai Greci sono chiamati Galati, un tempo erano detti Gomariti essendo stati fondati da Gomar" (1.123).
  - Aschanax (Ashkenaz): "Aschanaxiani, che ora i Greci chiamano Regini" (1.126).
  - Rifat (Rifate): "Rifatei, che sono gli attuali Paflagoni (1.126).
  - Thrugramma (Togarmah, Tugrame): "Tugramei, che i Greci pensarono bene di chiamare Frigi" (1.126).
- Magog: "Magogiani e li chiamò col suo nome, sono costoro che i Greci chiamarono Sciti" (1.123).
- Madai (Mado): "Madei, che dai Greci sono detti Medi" (1.124).
- Javan: "Jonia e tutti i Greci" (1.124).
  - Elisa (Alisa): "Elisei che ora sono gli Eoli" (1.127).
  - Tharsus (Tarshish, Tharso): "Tharsi, regione che una volta si chiamava Cilicia" (1.127). Fa inoltre derivare il nome della loro città Tarso da Tharsus ("la sua città principale e capitale è detta Tarso - la Th fu mutata in T", ibid.).
  - Cethimus (Kittim, Chetim): "l'isola di Chetima, l'attuale Cipro". Fa derivare il nome greco della loro città, che scrive Cition, da Cetimo (1.128).
- Thobel (Tubal, Teobel): "Teobeliani che oggi si chiamano Iberi" (1.124).
- Mosoch (Meshech, Mesco): "Mescheniani ... oggi si chiamano Cappadoci". Fa inoltre derivare il nome della loro capitale Mazaca da Mosoch/Mesco (1.125).
- Thiras (Tiras, Teire): "Teiriani, che i Greci in seguito mutarono in Traci" (1.125).
- Chus (Cush, Cus, Cuseo): "Etiopi ... suoi sudditi, a tutt'oggi si chiamano Cusei, e così tutti quelli dell'Asia" (1.131).
  - Sabas (Seba, Saba): Sabei (1.134).
  - Evilas (Havilah, Evila): "Evilei, che ora sono detti Getuliani" (1.134).
  - Sabathes (Sabta, Sabat): "Sabateniani, che dai Greci sono detti Astabariani" (1.134).
  - Sabactas (Sabteca, Sabacta): Sabacteniani (1.134).
  - Ragmus (Raamah, Ram): Rameani (1.135).
    - Judadas (Dedan, Judada): "Judadei - popolo a occidente dell'Etiopia" (1.135).
    - Sabas (Sheba, Sabeo): Sabei (1.135).
- Mesraim (Misraim, Mersai): Egitto che Flavio Giuseppe dice venga chiamato dalle sue parti col nome di “Merse” (o Mestre) e gli Egiziani “Mersaeni” (1.132).
  - "Gli otto figli di Merseo occuparono tutta la regione che va da Gaza all'Egitto; ma Filistino è il solo che mantenne il nome del fondatore, perché i Greci chiamarono Palestina la parte toccata a lui. Degli altri, cioè Lumeo, Anania, Labimo il solo che si installò nella Libia e chiamò dal suo nome quella regione, Nedemo, Petrosimo, Chesloimo e Ceftomo sappiamo soltanto i nomi e null'altro, poiché la guerra etiopica, della quale parleremo appresso, distrusse dalle fondamenta le loro città" (1.136-137).
- Phut (Put): Libia. Afferma che "Put colonizzò la Libia e, dal suo nome, chiamò gli indigeni Putiani. Nella Mauritania c'è ancora un fiume che porta questo nome; onde - ed è agevole vederlo - la maggior parte degli storici greci menzionano il fiume e la regione adiacente col nome Fute. Ma questa regione ha cambiato il suo nome in quello che porta adesso, preso da uno dei figli di Merseo, detto Libi" (1.132-133).
- Canaan (Cananeo): Giudea, chiamata dal proprio nome Cananea/Canaan" (1.134).
  - Sidonius (Sidon, Sidonio): città di Sidonio, "detta poi Sidone dai Greci" (1.138).
  - Amathus (Hamathite, Amath): "Amatho, che tuttora sopravvive, ed è detta Amathe dagli indigeni, sebbene i Macedoni l'abbiano soprannominata Epifania, da uno dei successori di Alessandro" (1.138).
  - Arudeus (Arvadite, Arudeo): "isola di Arado" (1.138).
  - Arucas (Arkite, Aruceo): "Arce, nel Libano" (1.138).
  - "Degli altri sette, Evaio, Chetteo, Jebuseo, Amorreo, Gergeseo, Seineo, Samareo non abbiamo nulla nelle Sacre Scritture all'infuori dei nomi, poiché gli Ebrei distrussero le loro città" (1.139).
- Elam: "Elamiti dai quali trassero origine i Persiani" (1.143).
- Ashur (Assira): città di Nino ( è la città di Ninive) e ... i suoi sudditi, gli Assiri" (1.143).
- Arphaxad (Arfacsad): "Arfacsadei, quelli che ora sono detti Caldei" (1.144).
  - Sala (Sale) (1.146).
    - Heber (Eber): "i Giudei, in origine detti Ebrei" (1.146).
      - Phaleg (Peleg, Faleg): nota che era chiamato così "perché nato nella divisione dei territori, dato che Faleg è il termine ebraico per “divisione” (1.146-147).
      - Joctan (Jucta) (1.147) e i figli:
        - "Elmodad, Salef, Azermoth, Ira, Edoram, Uzal, Dacle, Ebal, Abimael, Safa, Ofir, Evil, Iobel. Questi abitano dal fiume dell'India Cofeno alle località adiacenti alla Seria (Cina)" (1.147).
- Aram: "Aramei, che i Greci chiamano Siri" (1.144).
  - Uz (Us): "Us fondò la Traconitide e Damasco, che si trova tra la Palestina e la Cele-Siria" (1.145).
  - Ul (Hul, Uru): Armenia (1.145).
  - Gather (Gether, Geter): Bactriani (1.145).
  - Mesa (Mesh, Mes): "i Mesenei nella regione detta Charax Spasinu" (1.145).
- Laud (Lud): "Lidi, un tempo erano Ludi" (1.144).

### In Ippolito

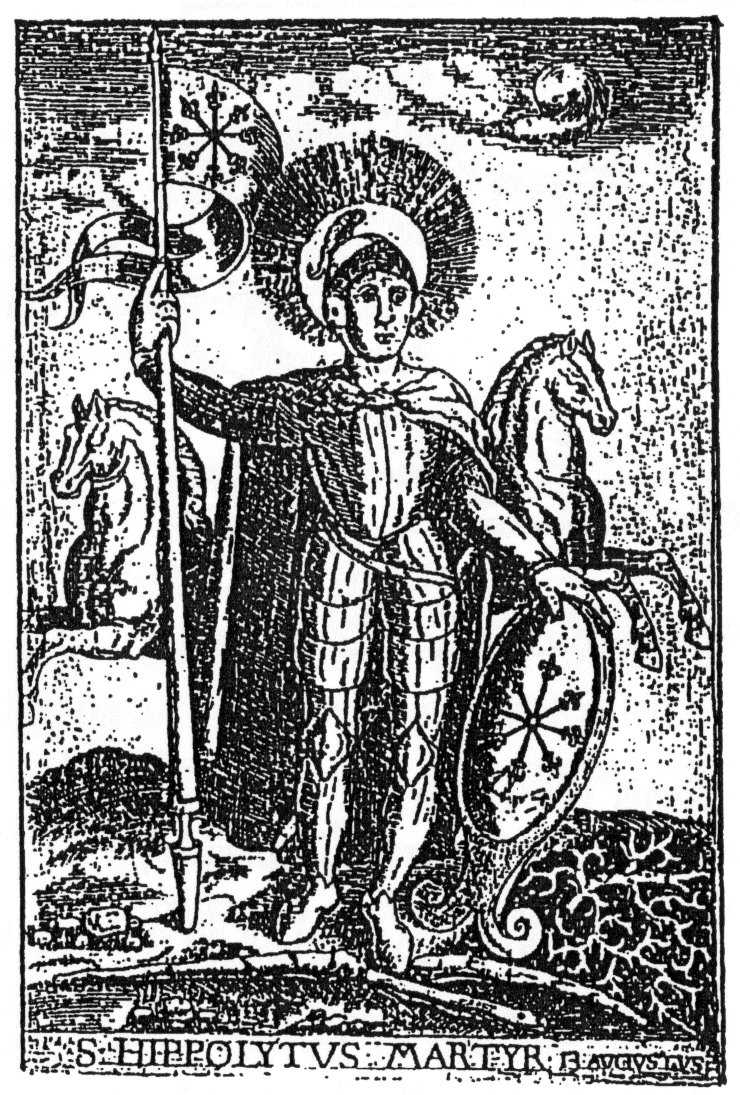
Ippolito di Roma, teologo e scrittore romano, da un'illustrazione del XVII secolo.

La cronaca di Ippolito di Roma (234 circa), che esiste in numerose copie in latino e greco, rappresenta un altro tentativo di attribuire etnie ai nomi di Genesi 10, in certi casi simili a quelli di Flavio Giuseppe, ma con molte differenze, come segue:
- Gomer – Cappadoci
  - Ashkenaz – Sarmati
  - Riphath – Sauromati
  - Togarmah – Armeni
- Magog – Galati, Celti
- Javan
  - Elishah – Siculi (Chron Pasc: Troiani e Frigi)
  - Tarshish – Iberi, Tirreni
  - Kittim – Macedoni, Romani, Latini
- Tubal – "Hettali" (?)
- Meshech – Illiri
- Misraim
  - Ludim – Lidi
  - Anamim – Panfili
  - Pathrusim – Lici (var.: Cretesi)
  - Caphtorim – Cilici
- Put – Trogloditi
- Canaan – Afri e Fenici
  - Arkite – Tripolitani
- Lud – Halizoni o Alazoni
- Arpachshad
  - Cainan – "quelli ad est dei Sarmati" (una variante)
    - Joktan
      - Elmodad – Indiani
      - Saleph – Bactriani
      - Hazamaveth, Sheba – Arabi
      - Adoram – Carmani
      - Uzal – Ariani (var.: Parti)
      - Abimael – Ircani
      - Obal – Sciti
      - Ophir – Armeni
      - Deklah – Gedrosi (var.: Gedrosiani)
- Aram – "Eti" ?
  - Hul – Lidi (var.: Colchici, dalla Colchide)
  - Gether – "Gaspeni" ?
  - Mash – Mossineci (var.: Mosocheni)

Il Cronografo del 354, il Panarion (greco: Πανάριον, "Cassetta della medicina"), di Epifanio di Salamina (375 circa), il Chronicon paschale (627 c.), la Storia dell'Albania Caucasica dello storico georgiano Movses Kaghankatvatsi (VII secolo), e la Sinopsi delle Storie di Giovanni Scilitze (1057 c.) seguono le identificazioni di Ippolito.

### In Girolamo
Sofronio Eusebio Girolamo, che scriveva verso il 390, fornì una versione "aggiornata" delle identificazioni di Flavio Giuseppe, nel suo Questioni ebraiche sulla Genesi. Il suo elenco è sostanzialmente identico a quello di Flavio Giuseppe in quasi tutti i rispetti, ma con le seguenti notevoli differenze:
- Thubal, figlio di Jafet: "Iberi, che sono anche gli Spagnoli da cui derivano i Celtiberi, sebbene certa gente supponga che siano Italiani."
- Gether, figlio di Aram: "Acarnani o Cari"
- Mash, figlio di Aram: Meoni

### In Isidoro di Siviglia e successivi autori
Lo studioso Isidoro di Siviglia, nella sua opera Etymologiae (600 circa), ripete le identificazioni di Girolamo, ma con i seguenti cambiamenti minori:
- Joktan, figlio di Eber: Indiani
- Saleph, figlio di Yoqtan: Bactriani
- Magog, figlio di Jafet: "Sciti e Goti"
- Ashkenaz, figlio di Gomer: "Sarmati, che i Greci chiamano Rheginiani".

Le identificazioni di Isidoro per i figli di Jafet sono ripetute nella Historia Brittonum attribuita a Nennio. Le identificazioni di Isidoro divennero inoltre la base usata dai numerosi studiosi medievali successivi, e rimasero tali finché l'Età delle Scoperte indusse a nuove teorie, come quella di Benito Arias Montano (1571), che propose un nesso di Meshech con Mosca, e Ofir con il Perù.

### Sem padre dell'Estremo Oriente

L'Imperatore Yao, che i gesuiti figuristi pensavano fosse l'immagine di Noè nella storia tradizionale cinese.

Secondo l'opinione di alcuni studiosi europei del XVII secolo (per es. John Webb cit.), i popoli della Cina e dell'India discendevano da Sem. Sia Webb sia i gesuiti francesi che appartenevano alla scuola del Figurismo andarono oltre, identificando il leggendario Imperatore Yao della storia cinese con Noè stesso.

## Figli extrabiblici di Noè
Esistono varie tradizioni nelle fonti postbibliche che asseriscono che Noè ebbe altri figli oltre a Sem, Cam e Jafet – nati in tempi diversi prima, durante e dopo il Diluvio.
Secondo il Corano (Sura "Hud" vv. 42-43), Noè ebbe un altro figlio non nominato che si rifiutò di imbarcarsi sull'Arca, preferendo invece salire su una montagna, dove comunque affogò. Alcuni successivi commentatori islamici danno il suo nome come Yam o Kan'an.
Secondo la mitologia irlandese, come citato negli Annali dei Quattro Maestri e altrove, Noè ebbe un altro figlio chiamato Bith, al quale non fu permesso di imbarcarsi sull'Arca e che tentò di colonizzare l'Irlanda con 54 persone, ma che fu travolto insieme con tutti gli altri nel Diluvio.
Alcuni manoscritti del IX secolo delle Cronaca anglosassone riportano che Sceafa fu il quarto figlio di Noè, nato a bordo dell'Arca, da cui la Casa di Wessex faceva risalire la sua discendenza; nella versione di Guglielmo di Malmesbury di questa genealogia (circa 1120), Sceaf viene considerato un discendente di Strefio, il quarto figlio nato a bordo dell'Arca (Gesta Regnum Anglorum).
Un'opera araba antica nota come Kitab al-Magall o Libro dei Rotoli (parte della Letteratura Clementina) cita Bouniter, il quarto figlio di Noè, nato dopo il Diluvio, che si narra avesse inventato l'astronomia e istruito Nimrod. Varianti di questa storia del quarto figlio, con nomi spesso simili, si trovano anche nell'opera pseudoepigrafa ge'ez del V secolo Conflitto di Adamo ed Eva con Satana (Barvin), il libro siriaco del VI secolo Il Tesoro (Yonton), Apocalisse di Pseudo-Metodio del VII secolo (Ionitus)), il siriaco Libro dell'Ape 1221 (Yônatôn), l'ebraico Cronache di Jerahmeel del XII-XIV secolo (Jonithes), e in numerosa letteratura apocrifa armena, dove usualmente viene chiamato Maniton; anche negli scritti di Pietro Comestore 1160 circa (Jonithus), Goffredo da Viterbo 1185 (Ihonitus), Michele il Siro 1196 c. (Maniton), Abū Ṣāliḥ l'Armeno 1208 c. (Abu Naiţur); Jacob van Maerlant 1270 c. (Jonitus), e Abraham Zacuto 1504 (Yoniko).
Martino Polono (1250 circa), versioni tarde della Mirabilia Urbis Romae, e il Chronica Boemorum di Giovanni de' Marignolli (1355) fanno di Janus (Giano) (cioè la divinità romana) il quarto figlio di Noè, che si trasferì in Italia, inventò l'astrologia e istruì Nimrod.
Secondo il monaco Annio da Viterbo (1498), lo scrittore babilonese ellenista Berosso ebbe a menzionare 30 figli nati a Noè dopo il Diluvio, tra cui i figli chiamati Tuisto, Prometeo, Giapeto, Macro, "16 titani", Crano, Granao, Oceano, e Tifeo. Sono anche citate le figlie di Noè chiamate Araxa "la Grande", Regina, Pandora, Crana, e Teti. Tuttavia il manoscritto di Annio viene oggi considerato da molti storici un falso.